# Västgräns (FMÖ 85)
Västgräns (FMÖ 85) var en militärövning (försvarsmaktsövning) som genomfördes i Sverige under två veckor i februari 1985. Västgräns är den tredje försvarsmaktsövningen i raden som genomförts och syftade till att öva förband ur samtliga försvarsgrenar samt samverkan med totalförsvaret. Övningen genomfördes i huvudsak i Värmlands län inom Bergslagens militärområde (Milo B) och övningsledare var militärbefälhavaren för Milo B, generalmajor Bengt Tamfeldt. I övningen deltog inalles 21.600 ur armén och flygvapnet. Huvuddelen av personalen var värnpliktiga som undergick repetitionsutbildning. Materielmässigt ingick 5.000 hjulfordon, 600 bandfordon, samt omkring 100 flygplan och 12 helikoptrar.